# 溫切斯特市
溫切斯特市（英語：City of Winchester），英國英格蘭東南區域漢普郡的一個城市、非都市區（地方第二級區政府），市理事會所在地，包括溫徹斯特。
溫切斯特市成立於1974年4月1日，根據1972年地方政府法，溫切斯特本身合併包括新奧爾斯福德、溫切斯特郊區等地構成。目前溫切斯特市下轄包括溫切斯特在內的58個民政教區。

## 溫切斯特
溫切斯特為漢普郡的郡治所在地，也是溫切斯特市的核心市街區。位於溫切斯特市西部的伊欽河沿岸、英格蘭南部丘陵地帶上。在2001年統計，有人口41,420人。

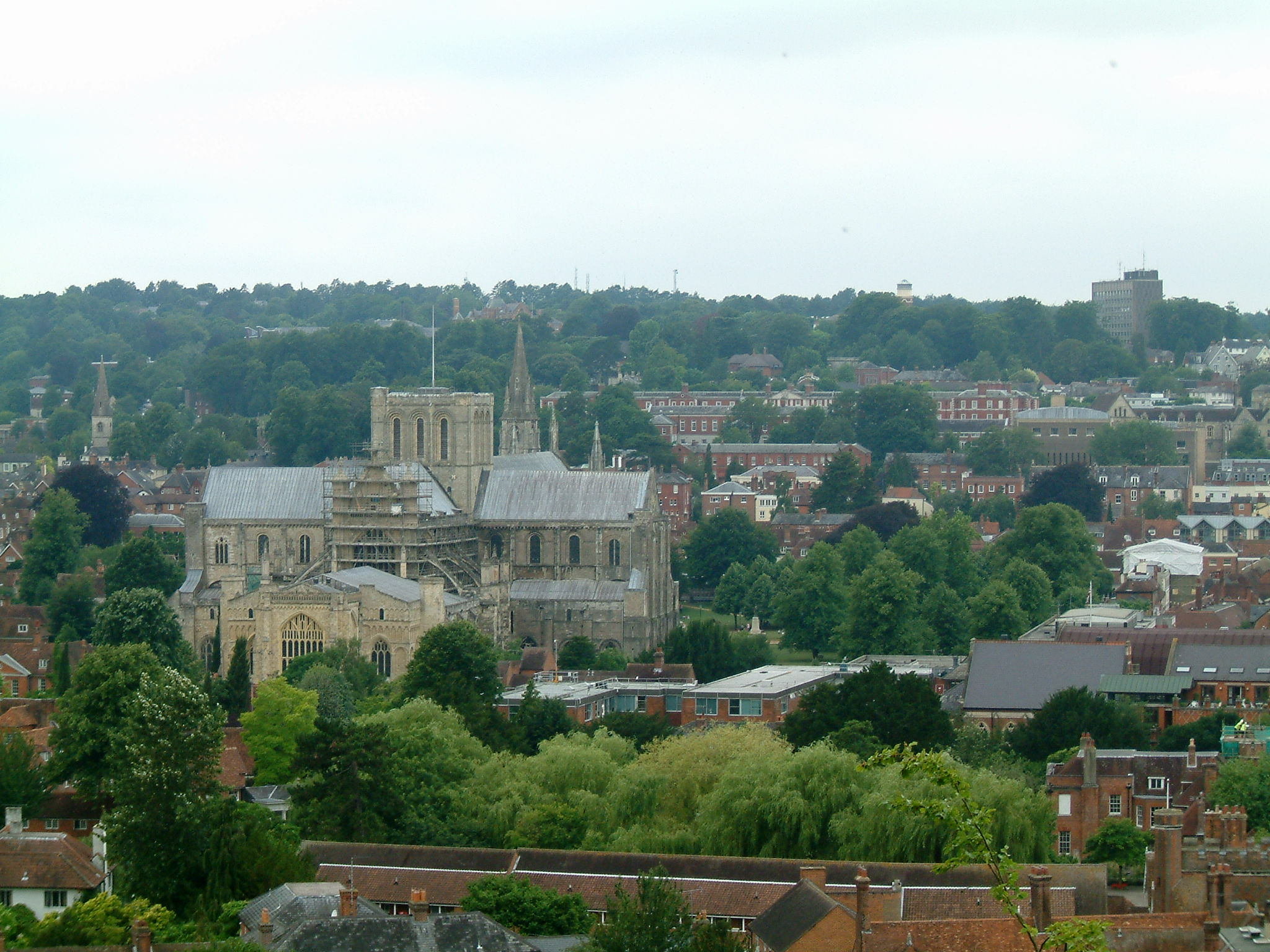
溫切斯特為溫切斯特市的核心市街，也是漢普郡的郡治所在地